# Barnum Brown
Barnum Brown (Carbondale, 12 febbraio 1873 – New York, 5 febbraio 1963) è stato un paleontologo statunitense.

## Biografia
Dopo aver organizzato scavi in Wyoming e in Montana, scoprì, nel 1902 presso Hell Creek Formation, il primo scheletro documentato di Tyrannosaurus rex. In seguito, concentrò le sue ricerche soprattutto nello stato dell'Alberta, dove trovò diverse zampe di Albertosaurus.
Brown muore nel 1963 e viene sepolto nel cimitero di Riverview, ad Oxford, New York.
| Brown è l'abbreviazione standard utilizzata per le specie animali descritte da Barnum Brown. Categoria:Taxa classificati da Barnum Brown |